# Pokal Nogometne zveze Slovenije 2017-2018
La Pokal Nogometne zveze Slovenije 2017./18. (in lingua italiana: Coppa della federazione calcistica slovena 2017-18), detta semplicemente Pokal Slovenije 2017./18., fu la ventisettesima edizione della coppa nazionale di calcio della Repubblica di Slovenia.
A vincere fu l'Olimpia Lubiana, al suo primo titolo nella competizione.

Avendo i bianco-verdi conquistato anche il campionato, l'accesso al primo turno di qualificazione della UEFA Europa League 2018-2019 andò alla quarta classificata, ovvero il Rudar Velenje.
Il capocannoniere fu Leon Benko (per il secondo anno consecutivo), dell'Olimpia Lubiana, con 5 reti.

## Partecipanti
Le 10 squadre della 1. SNL 2016-2017 sono ammesse di diritto. Gli altri 18 posti sono stati assegnati alle vincitrici e alle finaliste delle 9 coppe inter–comunali.

### Ammesse di diritto
- Aluminij
- Celje
- Domžale
- Gorica
- Koper
- Krško
- Maribor
- Olimpia Lubiana
- Radomlje
- Rudar Velenje

### Qualificate attraverso le coppe
| Coppe inter–comunali | Coppe inter–comunali | Coppe inter–comunali | Coppe inter–comunali |
| Associazione         | Squadre              | Squadre              |                      |
| -------------------- | -------------------- | -------------------- | -------------------- |
| MNZ Lubiana          | Krka                 | Ilirija              |                      |
| MNZ Maribor          | Akumulator Mežica    | Korotan Prevalje     |                      |
| MNZ Celje            | Šampion Celje        | Šoštanj              |                      |
| MNZ Capodistria      | Jadran Dekani        | Tabor Sežana         |                      |
| MNZ Nova Gorica      | Tolmin               | Brda                 |                      |
| MNZ Murska Sobota    | Beltinci             | NŠ Mura              |                      |
| MNZ Lendava          | Hotiza               | Nafta 1903           |                      |
| MNZ Goreniska-Kranj  | Triglav              | Kranj                |                      |
| MNZ Ptuj             | Videm                | Drava Ptuj           |                      |

### Calendario
| Turno       | Date                                | Partite | Club    |
| ----------- | ----------------------------------- | ------- | ------- |
| Primo turno | 15-16 agosto 2017                   | 12      | 27 → 16 |
| Ottavi      | 5-20 settembre 2017                 | 8       | 16 → 8  |
| Quarti      | 17-25/25 ottobre - 29 novembre 2017 | 8       | 8 → 4   |
| Semifinali  | 3-4/11-12 aprile 2018               | 4       | 4 → 2   |
| Finale      | 30 maggio 2018                      | 1       | 2 → 1   |

## Primo turno
Nel primo turno partecipano 24 squadre: 18 qualificate attraverso le coppe regionali e 6 provenienti dalla 1. SNL 2016-2017, mentre Maribor, Domžale, Gorica e Olimpia Lubiana entrano nella competizione direttamente dagli ottavi di finale.
| Squadra 1         | Risultato             | Squadra 2        |
| ----------------- | --------------------- | ---------------- |
| 15 agosto 2017    |                       |                  |
| Hotiza            | 1 – 2                 | Krka             |
| Beltinci          | 0 – 3                 | Aluminij         |
| Šampion Celje     | 0 – 0 (dts) (5-3 dtr) | Tolmin           |
| 16 agosto 2017    |                       |                  |
| Šoštanj           | 0 – 3                 | Triglav          |
| Tabor Sežana      | 3 – 1                 | Rudar Velenje    |
| Drava Ptuj        | 2 – 1                 | Brda             |
| Videm             | 1 – 6                 | Radomlje         |
| NŠ Mura           | 5 – 2                 | Kranj            |
| Ilirija           | 0 – 0 (dts) (0-3 dtr) | Krško            |
| Akumulator Mežica | 1 – 4                 | Jadran Dekani    |
| Nafta 1903        | 1 – 2                 | Celje            |
| Koper             | 3 – 0                 | Korotan Prevalje |

## Ottavi di finale
| Squadra 1         | Risultato   | Squadra 2       |
| ----------------- | ----------- | --------------- |
| 5 settembre 2017  |             |                 |
| Tabor Sežana      | 0 – 3       | Maribor         |
| 6 settembre 2017  |             |                 |
| Krka              | 3 – 2 (dts) | Krško           |
| Koper             | 1 – 4       | Triglav         |
| 19 settembre 2017 |             |                 |
| Jadran Dekani     | 0 – 7       | Aluminij        |
| Radomlje          | 1 – 6       | Olimpia Lubiana |
| 20 settembre 2017 |             |                 |
| Drava Ptuj        | 0 – 3       | Celje           |
| NŠ Mura           | 3 – 1       | Domžale         |
| Šampion Celje     | 0 – 3       | Gorica          |

## Quarti di finale
| Squadra 1       | Totale | Squadra 2 | Andata     | Ritorno    |
| --------------- | ------ | --------- | ---------- | ---------- |
|                 |        |           | 17.10.2017 | 25.10.2017 |
| Triglav         | 0 – 2  | Gorica    | 0 – 1      | 0 – 1      |
|                 |        |           | 17.10.2017 | 24.10.2017 |
| Celje           | 5 – 0  | NŠ Mura   | 4 – 0      | 1 – 0      |
|                 |        |           | 18.10.2017 | 25.10.2017 |
| Aluminij        | 3 – 0  | Krka      | 0 – 0      | 3 – 0      |
|                 |        |           | 11.11.2017 | 29.11.2017 |
| Olimpia Lubiana | 4 – 1  | Maribor   | 3 – 0      | 1 – 1      |

## Semifinali
| Squadra 1       | Totale | Squadra 2 | Andata     | Ritorno    |
| --------------- | ------ | --------- | ---------- | ---------- |
|                 |        |           | 03.04.2018 | 12.04.2018 |
| Gorica          | 3 – 4  | Aluminij  | 1 – 2      | 2 – 2      |
|                 |        |           | 04.04.2018 | 11.04.2018 |
| Olimpia Lubiana | 3 – 1  | Celje     | 2 – 1      | 1 – 0      |

## Finale
| Arbitro: | Andrej Žnidaršič (Kranj) |

| |            | |
| Tahiraj 50’                                                                                                 | Marcatori  | 18’, 58’ Benko 35’ Kronaveter 66’ Alves 80’ Brkić 84’ Abass                                                        |
| Kovačić Martinović Zeba (46' Rogina) Ploj Jurčevič Jakšić Horvat Petrovič (79' Nunić) Mensah Krajnc Tahiraj | Formazioni | Ivačič Uremović Ilič Štiglec Apau Čanađija Miškić Alves (69' Brkić) Kronaveter (61' Kapun) Savić Benko (63' Abass) |
| Oliver Bogatinov                                                                                            | Allenatori | Igor Bišćan |